# Fulton Street Line

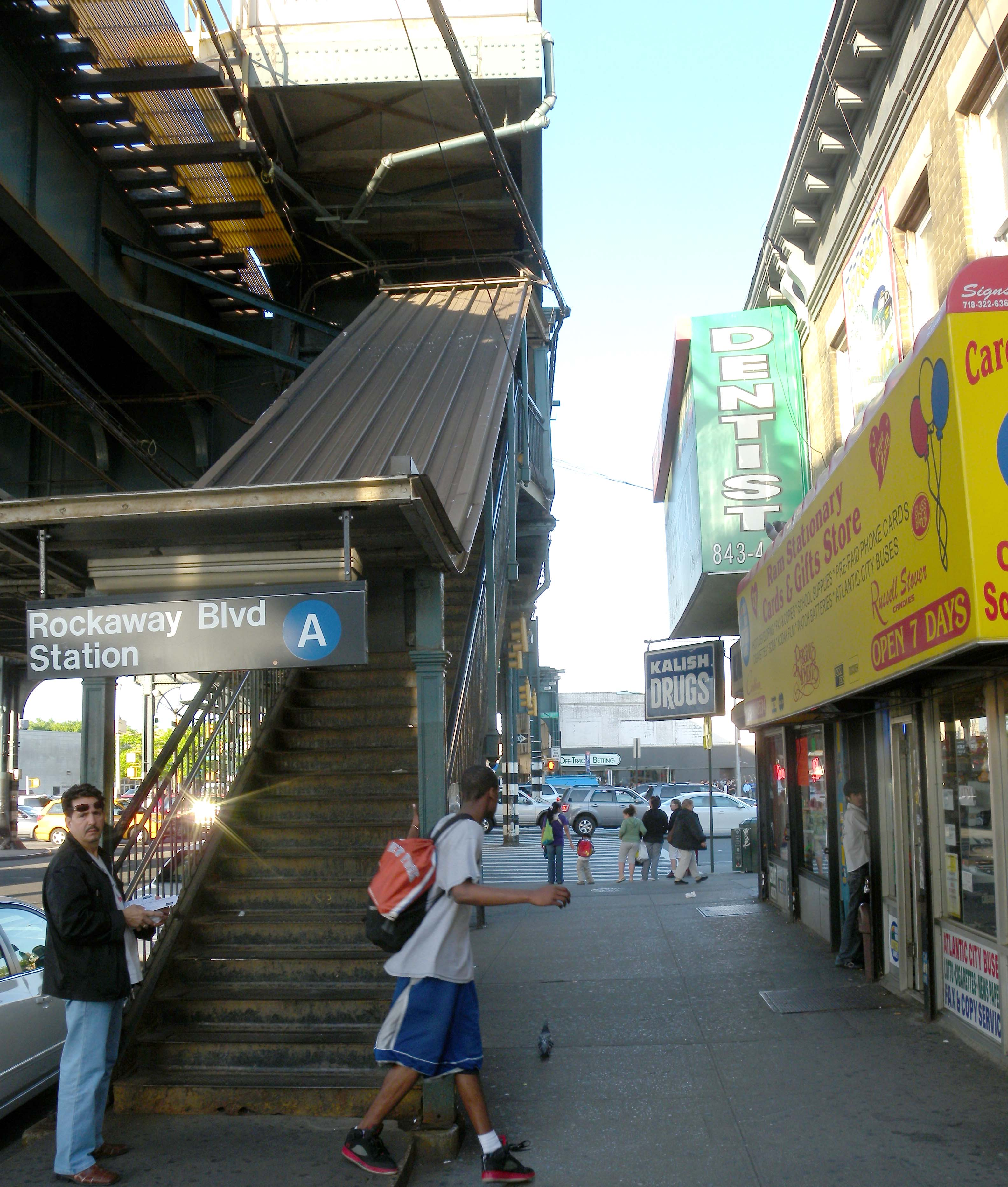
metrostation Rockaway Blvd bediend door de A-trein

De Fulton Street Line is een metrolijntraject van de New York City Subway gelegen in de boroughs Brooklyn en Queens van New York. Het traject over Fulton Street, Pitkin Avenue en Liberty Avenue doorloopt het centrum van Brooklyn van de aansluiting met de Eighth Avenue Line in de wijk Brooklyn Heights tot de wijk Ozone Park, in het zuidwesten van Queens. In Queens is de Rockaway Line een aftakking van de Fulton Street Line die afwijkt direct ten oosten van Rockaway Boulevard. De lijn volgt een ondergronds traject in Brooklyn en ligt op een viaduct boven de wegbedding in Queens. In Brooklyn is de lijn dan ook later gebouwd, als vervanging van de Fulton Street Elevated waarvan de viaducten in Queens wel nog in gebruik zijn.
De buurten Downtown Brooklyn, Fort Greene, Clinton Hill, Bedford-Stuyvesant en East New York in Brooklyn en Ozone Park en Richmond Hill in Queens worden met het metrolijntraject van de Fulton Street Line bediend. 
Het hele traject wordt met een sneldienst verzorgd door metrolijn A, waarbij de lijn in de late avond wordt aangepast tot een lokale treindienst, stoppend aan alle stations. Aanvullend is er overdag met uitzondering van de late avond metrolijn C die een lokale dienst levert op het traject, beperkt in het zuidoosten tot het station Euclid Avenue. 
De lijn eindigt in het noordwesten vlak voor het metrostation High Street-Brooklyn Bridge. Dat station ligt aan de sneldienstsporen van de Eighth Avenue Line die richting Manhattan loopt via de Cranberry Street Tunnel. Na de tunnel is er ook een koppeling met de lokale sporen van de Sixth Avenue Line hoewel deze tweede optie momenteel door geen enkele New Yorkse metrolijndienst gebruikt wordt. 
In Queens is er vlak na het metrostation Rockaway Boulevard een zuidelijke aftakking naar de Rockaway Line die op de Rockaways ook nog aangevuld wordt met de Rockaway Park Shuttle. Zowel deze aftakking als de hoofdlijn tot Ozone Park-Lefferts Boulevard worden door de A-trein afwisselend bediend.

## Geschiedenis
De Fulton Street Line, of Fulton Street Elevated, werd vanaf 1888 opgebouwd en verder uitgebreid tot 1925. Deze lijn, uitgebaat door de Brooklyn-Manhattan Transit Corporation doorkruiste min of meer analoog aan het traject van de huidige Fulton Street Line Brooklyn en Queens, maar dan over de hele lengte op een viaduct boven het wegdek. Alleen al de aanwezigheid van de Fulton Street Elevated is een directe oorzaak voor de grote groei in de vroege 20e eeuw en populariteit van de wijk Bedford-Stuyvesant, met een belangrijke migratie van Afro-Amerikanen uit Harlem naar Bed-Stuy.
Het was begin jaren dertig van de 20e eeuw de uitdrukkelijke wens van het stadsbestuur van New York van in de verdere uitbouw van het metronetwerk een eigen rol te kunnen spelen met een stadsbedrijf, het voor dit doel opgerichte Independent Subway System (IND) en niet het volledige netwerk in handen te laten van de (via Dual Contracts wel deels gecontroleerde) particulier uitgebate Interborough Rapid Transit Company (IRT) en Brooklyn-Manhattan Transit Corporation (BMT) vervoersbedrijven. De toegenomen verkeersdrukte in Brooklyn en de hinder die het viaduct daarbij veroorzaakte, maakte de geesten rijp voor de heraanleg van de Fulton Street Line als een ondergrondse lijn onder het wegdek op dit traject. De concessie ging naar IND in plaats van BMT en het viaduct werd in Brooklyn afgebroken naarmate de ondergrondse tunnels vorderden. In Queens bleef het viaduct in gebruik. Dit maakt dat de stations op dit laatste deel van de lijn nog hun oorspronkelijke openingsdatum van 25 september 1915 hebben, terwijl de negen eerste ondergronds gebrachte stations in Brooklyn dateren van 9 april 1936, en de volgende zes geopend werden tussen 1946 en 1956. Het laatste segment viaduct in Brooklyn op deze lijn werd dan ook pas in 1956 afgebroken.

## Stations
Met het pictogram van een rolstoel zijn de stations aangeduid die ingericht zijn in overeenstemming met de Americans with Disabilities Act van 1990.
| Station                       |  | Dienst | Opmerkingen                                 |
| ----------------------------- |  | ------ | ------------------------------------------- |
| Jay Street-MetroTech          |  |        | Overstap (Culver Line) (Fourth Avenue Line) |
| Hoyt-Schermerhorn Streets     |  |        | Overstap (Crosstown Line)                   |
| Lafayette Avenue              |  |        |                                             |
| Clinton-Washington Avenues    |  |        |                                             |
| Franklin Avenue               |  |        | Overstap (Franklin Avenue Shuttle)          |
| Nostrand Avenue               |  |        |                                             |
| Kingston-Throop Avenues       |  |        |                                             |
| Utica Avenue                  |  |        |                                             |
| Ralph Avenue                  |  |        |                                             |
| Rockaway Avenue               |  |        |                                             |
| Broadway Junction             |  |        | Overstap (Jamaica Line) (Canarsie Line)     |
| Liberty Avenue                |  |        |                                             |
| Van Siclen Avenue             |  |        |                                             |
| Shepherd Avenue               |  |        |                                             |
| Euclid Avenue                 |  |        |                                             |
| Grant Avenue                  |  |        |                                             |
| 80th Street-Hudson Street     |  |        |                                             |
| 88th Street-Boyd Avenue       |  |        |                                             |
| Rockaway Boulevard            |  |        | Aftakking Rockaway Line                     |
| 104th Street                  |  |        |                                             |
| 111th Street                  |  |        |                                             |
| Ozone Park-Lefferts Boulevard |  |        |                                             |

 ·  ·  ·  ·  ·  ·  ·  ·  · 